# Sergueï Makarov (volley-ball)
Pour les articles homonymes, voir Sergueï Makarov.
Sergueï Makarov est un joueur russe de volley-ball né le 28 mars 1980 à Moscou (alors en URSS). Il mesure 1,96 m et joue passeur. Il totalise 76 sélections en équipe de Russie dont il assure le capitanat.

## Clubs
| Club                   | De        | À         |
| ---------------------- | --------- | --------- |
| Dinamo Moscou          | 2001-2002 | 2003-2004 |
| Iskra Odintsovo        | 2004-2005 | 2004-2005 |
| Dinamo Moscou          | 2005-2006 | 2006-2007 |
| Lokomotiv Novossibirsk | 2007-2008 | 2008-2009 |
| Iskra Odintsovo        | 2009-2010 | 2010-2011 |
| Fakel Novy Ourengoï    | 2011-2012 | 2011-2012 |
| Lokomotiv Belgorod     | 2012-2013 | 2012-2013 |
| VK Kouzbass Kemerovo   | 2013-2014 | ...       |

## Palmarès
- Championnat du monde des moins de 19 ans (1)
  - Vainqueur : 1999
- Ligue mondiale (1)
  - Vainqueur : 2013
  - Finaliste : 2010
- Coupe du monde (1)
  - Vainqueur : 2011
- World Grand Champions Cup
  - Finaliste : 2013
- Championnat d'Europe (1)
  - Vainqueur : 2013
  - Finaliste : 2005
- Ligue européenne (1)
  - Vainqueur : 2005
- Coupe de la CEV
  - Finaliste : 2010
- Championnat de Russie (2)
  - Vainqueur : 2006, 2013
  - Finaliste : 2007
- Coupe de Russie (2)
  - Vainqueur : 2006, 2012